# Pierre Guyotat
Pierre Guyotat (* 9. Januar 1940 in Bourg-Argental, Département Loire, Frankreich; † 7. Februar 2020 in Paris) war ein französischer Autor und Hochschullehrer.

## Leben
Guyotat wurde 1940 als Kind eines Landarztes und einer polnischen Mutter aus der Nähe von Krakau geboren. Als Kleinkind wurde sein Leben durch die Beziehungen seiner Familie zur Résistance geprägt. Seinen Schulabschluss machte er, nachdem er verschiedene katholische Pensionate durchlaufen hatte. Im Alter von vierzehn Jahren begann er, zusätzlich zu seinem Steckenpferd Malen, zu schreiben und sandte mit sechzehn Jahren seine Gedichte an René Char, der ihn ermunterte weiterzumachen.
Mit neunzehn Jahren ging Guyotat, damals noch minderjährig, nach Paris und schlug sich dort mit kleinen Beschäftigungen durch. 1960 schrieb er sein erstes Prosawerk Sur un cheval, das im Jahr darauf in Paris erschien. 1960 wurde er eingezogen und als Soldat nach Algerien geschickt. Im Frühjahr 1962 wurde er durch den Militärsicherheitsdienst verhaftet und zehn Tage lang verhört. Ihm wurde vorgeworfen, einen Anschlag auf die Moral der Streitkräfte sowie seine Flucht aus der Armee zu planen. Ein weiterer Vorwurf war der Besitz von verbotenen Zeitschriften und Büchern. Nach drei Monaten Einzelhaft wurde er in eine Strafeinheit abkommandiert.
Nach seiner Rückkehr nach Frankreich wurde er Lektor beim Verlag Éditions du Seuil und schrieb Artikel für Arts et spectacles und später für France Observateur. 1964 wurde er bei dieser Zeitschrift, die später ihren Namen in Nouvel Observateur änderte, verantwortlich für die Kulturseiten. 1967 weigerte sich sein Verlag Éditions du Seuil sein drittes Buch zu veröffentlichen. In Tombeau pour cinq cent mille soldats behandelte der Autor neben dem Algerienkrieg Themen wie Sex und zwar größtenteils unter Männern. Das Buch stieß auf Ablehnung und führte zu erbitterten Kontroversen. Es wurde unter anderem für die französischen Kasernen in Deutschland verboten.
Im Juli 1967 wurde Guyotat mit Michel Leiris, Marguerite Duras und anderen von Fidel Castro zur Lateinamerikanischen Solidaritätskonferenz nach Kuba eingeladen. Seine Begegnungen während dieser Konferenz veröffentlichte er 2005 in seinem ersten Band der Carnets de bord. 1968, während der Mai-Unruhen, trat er in die Kommunistische Partei Frankreichs ein, nachdem dieser von Charles de Gaulle Umsturzpläne vorgeworfen worden waren. Die Partei verließ er 1972 wieder.
Im September 1970 erschien bei Éditions Gallimard das von drei Vorwörtern, von Michel Leiris, Roland Barthes und Philippe Sollers, begleitete Buch Eden, Eden, Eden. Es wurde am 22. Oktober 1970 durch das Innenministerium praktisch verboten, da es nicht an Minderjährige verkauft, keine Reklame dafür geben und es auch nicht in Schaufenstern ausgelegt werden durfte. Eine Petition durch Dutzende Künstler aus dem In- und Ausland zugunsten des Buches wurde nicht beachtet. François Mitterrand sprach sich vor der Nationalversammlung für das Buch aus, ebenso wie der Präsident der Republik Georges Pompidou in einem Brief an den Innenminister Raymond Marcellin. Grund für das Verbot war die Beschreibung einer langen Abfolge von sexuellen Akten, die in einer nordafrikanischen Wüstenlandschaft geschehen. Nach Ablauf von elf Jahren wurden die Verbote 1981 aufgehoben – eine deutsche Übersetzung erschien erst 2015.
Guyotat veröffentlichte 1975 seinen Roman Prostitution, in dem er die französische Sprache soweit verwandelte, dass sie unverständlich wird, und in dem er weitere sexuelle Praktiken beschrieb und tief verwurzelte Tabus überschritt. In den folgenden Jahren verschlechterte sich seine Gesundheit; er litt unter Depressionen. 1981 fiel er in ein Koma und musste wiederbelebt werden. 2006 schrieb er über diese Erfahrungen den autobiografischen Bericht Coma (zur Ausgabe des Werks in den USA, 2010, steuerte Gary Indiana ein Vorwort bei). Diesem folgte 2007 der Band Formation, in dem er seine Jugendjahre schilderte, gefolgt 2010 von einem dritten Band Arrière-fond.
Von 2001 bis 2004 war Guyotat Dozent am Institut d’Études Européennes an der Universität Paris VIII. 2004 stellte er seine Manuskripte als Vorlass der Bibliothèque nationale de France zur Verfügung.

## Preise und Auszeichnungen
- 2006: Prix Décembre für Coma
- 2010: Prix de la Bibliothèque nationale de France für sein Lebenswerk
- 2018: Prix Médicis für Idiotie

## Ausstellungen
- 2016: Pierre Guyotat: La Matière de nos œvres, Galerie Azzedine Alaïa, Paris.

## Veröffentlichungen
- Sur un cheval. Seuil, Paris 1961
- Ashby. Seuil, Paris 1964
- Tombeau pour cinq cent mille soldats. Gallimard, Paris 1967
  - Übers. Holger Fock:[3] Grabmal für fünfhunderttausend Soldaten. Diaphanes, Zürich 2014 ISBN 978-3-03734-215-2
- Eden, Eden, Eden. Gallimard, Paris 1970
  - Übers. Holger Fock: Eden. Eden, Eden. Diaphanes, Zürich 2015[4]
- Littérature interdite. Gallimard, Paris 1972
- Prostitution. Gallimard, Paris 1975
- Le Livre. Gallimard, Paris 1984
- Progénitures. Gallimard, Paris 2000
- mit Marianne Alphant: Explications. Léo Scheer, Paris 2000, wieder 2010
- Carnets de bord, volume I (1962–1969). Léo Scheer, Paris 2005
- Coma. Mercure de France, Paris 2006
- Formation. Gallimard, Paris 2007
- Arrière-fond, Autobiografie[5]. Gallimard, Paris 2010
  - In der Tiefe. Übers. Heinz Jatho. Diaphanes, Zürich 2017
- Leçons Sur la Langue Française. Léo Scheer, Paris 2011
- Joyeux animaux de la misère. Gallimard, Paris 2014 ISBN 978-2-070784462
- Idiotie, Paris, Bernard Grasset, 2018, ISBN 978-2-246-86287-1;
  - Idiotie, aus dem Französischen von Anne Krier, Zürich : Diaphanes, 2023, ISBN 978-3-0358-0185-9